# 宮下洋一 (ノンフィクション作家)
宮下 洋一（みやした よういち、1976年 - ）は、日本のノンフィクション作家、ジャーナリスト。フランス・パリ在住。

## 人物・来歴
長野県生まれ。長野県屋代高等学校卒業後、18歳でアメリカ合衆国に渡り、ウエスト・ヴァージニア州立大学外国語学部を卒業。その後、スペイン・バルセロナ大学大学院で国際論修士、同大学院コロンビア・ジャーナリズム・スクールで、ジャーナリズム修士。スペインの全国紙「エル・ペリオディコ・デ・カタルーニャ」で記者経験を経てから、フリーのジャーナリストとなる。
フランス語、スペイン語、英語、ポルトガル語、カタラン語を話す。フランスやスペインを拠点としながら世界各地を取材。2015年『卵子探しています：世界の不妊・生殖医療現場を訪ねて』で第21回小学館ノンフィクション大賞優秀賞を受賞。2018年『安楽死を遂げるまで』で第40回講談社ノンフィクション賞受賞。
2023年、『死刑のある国で生きる』にて第10回山本美香記念国際ジャーナリスト賞を受賞。

## 著書
- 『外人部隊の日本兵：たった一人の挑戦』並木書房、2006年9月。 ISBN　978-4-89063-204-6
- 『卵子探しています：世界の不妊・生殖医療現場を訪ねて』小学館、2015年3月。ISBN　978-4-09-388416-7
- 『安楽死を遂げるまで』小学館、2017年12月。 / 小学館文庫、2021年6月。ISBN　978-4-09-407027-9
- 『安楽死を遂げた日本人』小学館、2019年6月。 / 小学館文庫、2021年7月。ISBN　978-4-09-407040-8
- 『ルポ外国人ぎらい：EU・ポピュリズムの現場から見えた日本の未来』PHP研究所〈PHP新書〉、2020年6月。
- 『死刑のある国で生きる』新潮社、2022年12月。ISBN　978-4-10-354861-4